# Clonfert
Clonfert (irl. Cluain Fearta) – wieś we wschodniej części hrabstwa Galway w Irlandii położona pomiędzy Ballinasloe i Portumna.